# Заботливые Мишки 2: Новое поколение
«Заботливые Мишки 2: Новое поколение» (англ. The Care Bears Movie II: A New Generation) — американский мультфильм 1986 года, снятый канадской студией Nelvana и изданный компанией Columbia Pictures.

## Описание
Сюжет повествует о плывущем по океану корабле полном маленьких сирот — заботливых мишек и их друзей. За ними присматривают двое опекунов — жёлтая медведица и фиолетовая лошадь. Неожиданно начинается шторм и на них нападает большой красный дракон по имени Темное Сердце. К счастью, их успевают спасти подняв корабль высоко в небо маленькая звездочка и сердечко, посланные Большой Падающей Звездой. Звезда называет мишек самыми добрыми и заботливыми существами в мире, наделяет двоих самых старших из них магическими способностями, создает Королевство Любви и Заботы Керэлот а также объясняет их новую цель и предназначение — помогать всем делиться добрыми чувствами и защищать всех от зла. Теперь жёлтую медведицу зовут Сердечная, а фиолетовую лошадь — Доблестный.
Они обосновываются на новом месте и готовятся приступить к своим обязанностям. Вскоре Сердечная отправляется в летний лагерь на помощь троим неудачливым детям (Кристи а также близнецам Джону и Доан). После очередного поражения в спорте Кристи решает убежать из лагеря. Близнецы пытаются остановить её. В результате они порознь теряются в лесу, но Сердечная находит брата и сестру. После непродолжительной беседы об их провалах она решает отправить их в Керэлот присматривать за малышами, дабы показать что хоть что-то у них получается. В то же время Темное Сердце в облике юноши замечает потерявшуюся Кристи, в результате они заключают сделку — она становится самой сильной в спорте, но взамен должна оказать ему некую услугу в ближайшем будущем.
Заботливые мишки и их друзья быстро взрослеют и готовятся к празднику в то время как Кристи становится чемпионкой лагеря, меняясь в худшую сторону унижая и смеясь над всеми остальными. Темное Сердце хочет поймать всех мишек и приходит в Керэлот под видом механика что бы починить заботометр, но быстро выдаёт себя и вынужден бежать из-за Взгляда (соединенных в радугу лучей) заботливых мишек. Сердечная и Доблестный отправляются искать его на родину Темного Сердца. Тем временем он придумывает другой план — захватить медвежат при помощи Кристи. Они подстраивают ловушку где она будто бы застревает посреди озера на каноэ и ловят мишек когда они приходят к ней на помощь. После он благодарит её и падает в воду теряя равновесие, но Кристи спасает его. В скором времени влияние Темного Сердца постепенно приводит к исчезновению добрых чувств и появлению злых намерений как у людей, так у животных.
Оставшиеся заботливые мишки решают спасти своих товарищей и вместе с Доан и Джоном пытаются проникнуть в логово Темного сердца. Но он поджидал их там. В конечном счете они оказываются заперты в клетках, а Темное Сердце решает немного отдохнуть прежде чем решить что с ними делать. Маленькая звездочка и сердечко помогают выбраться некоторым мишкам и их друзьям, но они не могут открыть все клетки. Мишки решают украсть ключ от клеток у спящего Темного Сердца, но терпят неудачу и он заковывает всех их в подвешенные на люстре красные кристаллы. Дети (Кристи в том числе) видят что он натворил. В тот же момент в зал заходят опекуны. Образумившая Кристи, понимая что Сердечная и Доблестный не смогут справиться со злодеем, пытается их защитить. Но Темное Сердце отбрасывает её.
В последний момент она успевает обрушить люстру и, разбив кристаллы, освободить остальных заботливых мишек. Начинается ожесточенная борьба между ними и Темным Сердцем. В пылу битвы он попадает лучом из темной магии по Кристи. Но, осознав свою любовь к ней, прекращает драться и молит мишек о её спасении. Сердечная говорит что для этого нужно объединить все наилучшие чувства и призывает зрителей помочь им. В итоге Кристи исцеляется, логово разрушается а Темное Сердце превращается в обычного юношу. После спасения девочки они все веселятся и купаются в пруду, а затем мишки улетают в Керэлот на воздушном корабле. В конце играет песня «Вечная Молодость» и следуют титры.

## Саундтрек
Как и в предыдущем фильме, композитор — Patricia Cullen. Все песни были написани музыкантами Dean Parks и Carol Parks и исполнены ими же, их детьми а также такими певцами как Stephen Bishop и Debbie Allen.
| Песня               | Вокалист             | Заметки                                                          |
| ------------------- | -------------------- | ---------------------------------------------------------------- |
| «Наше Начало»       | Carol Parks          |                                                                  |
| «Полет Цветов»      | Dean and Carol Parks | Дополнительный текст: Alan O'Day Подпевка: Amanda и Acacia Parks |
| «Я забочусь о тебе» | Stephen Bishop       | Подпевка: Carol Parks                                            |
| «Рост»              | Stephen Bishop       | Подпевка: Carol Parks                                            |
| «Боевая песня»      | Debbie Allen         | Подпевка: Carol, Acacia и Amanda Parks                           |
| «Вечная молодость»  | Carol Parks          |                                                                  |

## Актёры
- Hadley Kay … Dark Heart / The Boy (voice)
- Chris Wiggins	… Great Wishing Star (voice)
- Кри Саммер … Christy (voice) (as Cree Summer Francks)
- Alyson Court	… Dawn (voice)
- Michael Fantini … John (voice)
- Sunny Besen Thrasher … Camp Champ (voice)
- Maxine Miller	… True Heart Bear (voice)
- Pam Hyatt … Noble Heart Horse (voice)
- Dan Hennessey	… Brave Heart Lion (voice)
- Billie Mae Richards … Tender Heart Bear (voice)
- Eva Almos …	Friend Bear (voice)
- Bob Dermer … Grumpy Bear (voice)
- Patricia Black … Share Bear / Funshine Bear (voice) (as Patrice Black)
- Nonnie Griffin … Harmony Bear (voice)
- Jim Henshaw … Bright Heart Raccoon (voice)